# الدیا گالگا دو مرشنا
الدیا گالگا دو مرشنا (به پرتغالی: Aldeia Galega da Merceana) یک سکونتگاه مسکونی در پرتغال است که در Alenquer Municipality واقع شده‌است.

## خصوصیات
الدیا گالگا دو مرشنا ۱۹٫۶۹ کیلومترمربع مساحت و ۲٬۱۷۵ نفر جمعیت دارد.